# Lutjanus guttatus
Lutjanus guttatus is een straalvinnige vis uit de familie van snappers (Lutjanidae) en behoort derhalve tot de orde van baarsachtigen (Perciformes). De vis kan maximaal 80 cm lang en 1310 gram zwaar worden.

## Leefomgeving
Lutjanus guttatus komt in zeewater en brak water voor. De vis prefereert een tropisch klimaat en leeft hoofdzakelijk in de Grote Oceaan. De diepteverspreiding is 0 tot 30 m onder het wateroppervlak.

## Relatie tot de mens
Lutjanus guttatus is voor de visserij van aanzienlijk commercieel belang. In de hengelsport wordt er weinig op de vis gejaagd.